# 고산국민학교 만리분교
고산국민학교 만리분교는 경상북도 의성군 안사면에 있었던 국민학교 분교이다.

## 연혁
- 1940년 7월 15일 만리공립심상소학교 설립 인가
- 1940년 7월 31일 만리공립심상소학교 개교
- 1941년 4월 1일 만리공립국민학교 개편
- 일자미상 만리국민학교 개편
- 1962년 4월 26일 만리국민학교 안사분교 설립 인가
- 1962년 5월 1일 안사분교장 개교
- 1967년 3월 18일 안사분교장 국민학교 승격 인가
- 1967년 4월 1일 안사분교 고산국민학교 승격 분리
- 1986년 3월 1일 고산국민학교 분교장 격하 편입
- 1994년 3월 1일 폐교 및 고산국민학교 통폐합